# Andreas Hartig
Andreas Hartig (* 17. Oktober 1970) ist ein ehemaliger deutscher Fußballspieler. Für den TSV 1860 München und die SpVgg Unterhaching bestritt der Abwehr- und Mittelfeldspieler in den 1990er Jahren 105 Spiele in der 2. Bundesliga, dabei erzielte er zwölf Tore. Mit beiden Klubs stieg er in die Bundesliga auf, kam dort jedoch nicht zum Einsatz.

## Sportlicher Werdegang
Hartig begann mit dem Fußballspielen bei der TSG Pasing und wechselte 1984 in die Jugendabteilung des FC Bayern München. Hier rückte er Ende der 1980er Jahre in die Amateurmannschaft auf, die in der drittklassigen Bayernliga spielte. Nach vereinzelten Einsätzen wechselte er 1990 zum Ligakonkurrenten SV Türk Gücü München, wo er sich als Stammspieler etablierte. 1992 zog er zur SpVgg Fürth weiter, die als Aufsteiger in der Spielzeit 1991/92 mit dem dritten Tabellenplatz nur knapp den Durchmarsch in die 2. Bundesliga verpasst hatte. Am Ende der Spielzeit 1992/93, in der er in 31 Ligaspielen am Ball war, erreichte Hartig mit den Franken die Vizemeisterschaft hinter dem Zweitligaabsteiger TSV 1860 München und qualifizierte sich damit für die Deutsche Amateurmeisterschaft 1993. Nach der Auftaktniederlage gegen den FSV Salmrohr keimte nach einem 3:1-Auswärtserfolg beim FSV Frankfurt, zu dem Hartig einen Treffer beisteuerte, nochmal Hoffnung auf, nach Niederlagen gegen den SV Sandhausen und den FC Sachsen Leipzig beendeten die Fürther die Gruppenphase jedoch auf dem letzten Platz.
Bereits vor der Amateurmeisterschaft hatte Hartig einen Vertrag beim Aufsteiger TSV 1860 München unterzeichnet, unter Trainer Werner Lorant kam er jedoch nicht über den Status eines Ergänzungsspielers hinaus. Im Oktober 1993 debütierte er als Einwechselspieler für Runald Ossen beim 1:0-Heimerfolg über den FC St. Pauli in der 2. Bundesliga, insgesamt absolvierte er in der mit dem Durchmarsch in die Bundesliga gekrönten Spielzeit 1993/94 zehn Ligaspiele. In der Bundesliga blieb er ohne Einsatzminute, so dass er in der Winterpause den Verein verließ und sich der SpVgg Unterhaching in der Regionalliga Süd anschloss. Mit dem Klub gewann er am Ende der Regionalliga-Spielzeit 1994/95 in der Südstaffel vor Zweitligaabsteiger Stuttgarter Kickers den Meistertitel, dazu hatte er in 13 Spielen an der Seite von unter anderem Alfonso García, Markus Oberleitner, Dennis Grassow und Peter Zeiler mit einem Treffer beigetragen. Dabei war er zunächst unter Trainer Lorenz-Günther Köstner nur Teil des erweiterten Stamms und schwankte zwischen Startelf und Ersatzbank, gehörte aber dabei zu den öfters eingewechselten Spielern. Erst in der Spielzeit 1996/97 stand er in mehr als der Hälfte der Spiele in der Startformation, als die Mannschaft sich als Tabellensechster in der Liga zu etablieren schien. Auch nachdem Willi Entenmann das Traineramt im Oktober 1997 aufgrund des Wechsels von Köstner zum 1. FC Köln übernahm blieb Hartig, der in den ersten sechs Spielen mit drei Toren geglänzt hatte, weitgehend in der Stammformation und rückte erst im letzten Saisonviertel aus der Mannschaft. Köstner kehrte im Sommer 1998 zurück, Hartig blieb jedoch vornehmlich zweite Wahl. In zwölf Saisonspielen – davon sieben als Einwechselspieler – trug er zur Vizemeisterschaft am Ende der Spielzeit 1998/99 und dem damit verbundenen Aufstieg der „Vorstädter“ gemeinsam mit Vorjahresabsteiger Arminia Bielefeld und Aufsteiger SSV Ulm 1846 in die Bundesliga bei. Im Sommer verletzte er sich und zog sich mehrere Bänderrisse zu. Wiederum blieb Hartig anschließend ohne Bundesligaeinsatz, er spielte fortan für die Reservemannschaft der Hachinger in der Landesliga Bayern. Während 2001 die Profis aus der Bundesliga abstiegen, stieg er mit der Amateurmannschaft in die viertklassige Bayernliga auf. Dort bestritt er nochmals 32 Meisterschaftsspiele in der Spielzeit 2001/02, ehe er zur TSG Pasing zurückkehrte und in der Bezirksliga die Karriere ausklingen ließ.